# NCAA Division I 2016 (pallavolo maschile)
La NCAA Division I 2016 si è svolta dal 3 al 7 maggio 2016: al torneo hanno partecipato 6 squadre di pallavolo universitarie e la vittoria finale è andata per la seconda volta alla Ohio State.

## Squadre partecipanti
| Club                  | Città       | Palazzetto                            | Qualificazione       |
| --------------------- | ----------- | ------------------------------------- | -------------------- |
| Brigham Young Cougars | Provo       | Smith Fieldhouse Provo                | Campione MPSF 2016   |
| CSU Long Beach 49ers  | Long Beach  | Walter Pyramid Long Beach             | Semifinale MPSF 2016 |
| Erskine Flying Fleet  | Due West    | Belk Arena Due West                   | Campione CC 2016     |
| George Mason Patriots | Fairfax     | Recreation & Athletic Complex Fairfax | Campione EIVA 2016   |
| Ohio State Buckeyes   | Columbus    | St. John Arena Columbus               | Campione MIVA 2016   |
| UC Los Angeles Bruins | Los Angeles | Pauley Pavilion Los Angeles           | Finale MPSF 2016     |

## Final Six
|  | Quarti di finale | Quarti di finale | Quarti di finale |            |                | Semifinali | Semifinali | Semifinali |  |  | Finale | Finale        | Finale |
|  |                  |                  |                  |            |                |            |            |            |  |  |        |               |        |
|  | 1                | Brigham Young    |                  |            |                |            |            |            |  |  |        |               |        |
|  | 8                | Bye              |                  |            |                |            |            |            |  |  |        |               |        |
|  | 8                | Bye              |                  | 1          | Brigham Young  | 3          |            |            |  |  |        |               |        |
|  |                  |                  |                  | 1          | Brigham Young  | 3          |            |            |  |  |        |               |        |
|  |                  | 4                | CSU Long Beach   | 1          |                |            |            |            |  |  |        |               |        |
|  | 4                | 4                | CSU Long Beach   | 1          | CSU Long Beach | 3          |            |            |  |  |        |               |        |
|  | 4                |                  |                  |            | CSU Long Beach | 3          |            |            |  |  |        |               |        |
|  | 5                | Erskine          | 0                |            |                |            |            |            |  |  |        |               |        |
|  |                  |                  |                  |            |                |            |            |            |  |  | 1      | Brigham Young | 0      |
|  |                  |                  | 3                | Ohio State | 3              |            |            |            |  |  |        |               |        |
|  | 2                | UC Los Angeles   |                  |            |                |            |            |            |  |  |        |               |        |
|  | 7                | Bye              |                  |            |                |            |            |            |  |  |        |               |        |
|  | 7                | Bye              |                  | 2          | UC Los Angeles | 2          |            |            |  |  |        |               |        |
|  |                  |                  |                  | 2          | UC Los Angeles | 2          |            |            |  |  |        |               |        |
|  |                  | 3                | Ohio State       | 3          |                |            |            |            |  |  |        |               |        |
|  | 3                | 3                | Ohio State       | 3          | Ohio State     | 3          |            |            |  |  |        |               |        |
|  | 3                |                  |                  |            | Ohio State     | 3          |            |            |  |  |        |               |        |
|  | 6                | George Mason     | 1                |            |                |            |            |            |  |  |        |               |        |

### Quarti di finale
| 3 maggio 2016 Rec Hall, State College | CSU Long Beach #4 | 3 - 0 | Erskine #5      | 25-14, 27-25, 25-20        |
| 3 maggio 2016 Rec Hall, State College | Ohio State #3     | 3 - 1 | George Mason #6 | 22-25, 25-21, 25-20, 25-21 |

### Semifinali
| 5 maggio 2016 Rec Hall, State College | Brigham Young #1  | 3 - 1 | CSU Long Beach #4 | 25-21, 23-25, 25-19, 25-18        |
| 5 maggio 2016 Rec Hall, State College | UC Los Angeles #2 | 2 - 3 | Ohio State #3     | 25-22, 22-25, 21-25, 25-20, 16-18 |

### Finale
| 7 maggio 2016 Rec Hall, State College | Brigham Young #1 | 0 - 3 | Ohio State #3 | 30-32, 23-25, 17-25 |

## Premi individuali
| Premio              | Giocatore        | Squadra        |
| ------------------- | ---------------- | -------------- |
| MVP                 | Miles Johnson    | Ohio State     |
| All-Tournament Team | Nicolas Szerszeń | Ohio State     |
| All-Tournament Team | Blake Leeson     | Ohio State     |
| All-Tournament Team | Brenden Sander   | Brigham Young  |
| All-Tournament Team | Jake Langlois    | Brigham Young  |
| All-Tournament Team | Torey DeFalco    | CSU Long Beach |
| All-Tournament Team | Jacob Arnitz     | UC Los Angeles |